# Kaj Ramsteijn
Kaj Ramsteijn (Zoetermeer, Países Bajos, 17 de enero de 1990) es un futbolista neerlandés. Juega de defensor y su equipo actual es el Kozakken Boys de la Tweede Divisie.

## Selección
| Selección        | Año  | PJ | Goles |
| ---------------- | ---- | -- | ----- |
| Selección sub-21 | 2013 | 4  | 0     |

## Clubes
| Club                      | País         | Año         | PJ | Goles |
| ------------------------- | ------------ | ----------- | -- | ----- |
| SBV Excelsior             | Países Bajos | 2010-2011   | 31 | 1     |
| Feyenoord                 | Países Bajos | 2011-2013   | 8  | 0     |
| VVV-Venlo (cedido)        | Países Bajos | 2013        | 13 | 0     |
| Sparta Rotterdam (cedido) | Países Bajos | 2013-2014   | 30 | 0     |
| C. S. Marítimo            | Portugal     | 2014-2015   | 14 | 0     |
| C. S. Marítimo B          | Portugal     | 2014-2015   | 4  | 0     |
| Almere City F. C.         | Países Bajos | 2015 - 2017 | 56 | 2     |
| Aalesunds FK              | Noruega      | 2017-2019   | 74 | 3     |
| Kozakken Boys             | Países Bajos | 2020-       |    |       |